# Municipio de South Olga
El municipio de South Olga (en inglés: South Olga Township) es un municipio ubicado en el condado de Cavalier en el estado estadounidense de Dakota del Norte. En el año 2010 tenía una población de 39 habitantes y una densidad poblacional de 0,42 personas por km².

## Geografía
El municipio de South Olga se encuentra ubicado en las coordenadas 48°46′25″N 97°59′24″O / 48.77361, -97.99000. Según la Oficina del Censo de los Estados Unidos, el municipio tiene una superficie total de 92.92 km², de la cual 92,71 km² corresponden a tierra firme y (0,23 %) 0,21 km² es agua.

## Demografía
Según el censo de 2010, había 39 personas residiendo en el municipio de South Olga. La densidad de población era de 0,42 hab./km². De los 39 habitantes, el municipio de South Olga estaba compuesto por el 97,44 % blancos, el 2,56 % eran amerindios. Del total de la población el 0 % eran hispanos o latinos de cualquier raza.